# Mitteldeutscher Fußballpokal
Der Mitteldeutsche Fußballpokal war der Verbandspokal des Verbandes Mitteldeutscher Ballspielvereine (VMBV). Um an der deutschen Fußballmeisterschaft teilnehmen zu dürfen, musste ein Verein zunächst seine regionale Liga gewinnen und sich dann noch in der Verbandsmeisterschaft durchsetzen, in Mitteldeutschland war dies die mitteldeutsche Fußballmeisterschaft. Ab der deutschen Fußballmeisterschaft 1924/25 durfte jeder der Regionalverbände zwei Vertreter zur deutschen Fußballmeisterschaft entsenden. Anders als die meisten anderen Verbände nominierte der Verband Mitteldeutscher Ballspiel-Vereine als zweiten Teilnehmer nicht den mitteldeutschen Vizemeister, sondern spielte ab 1927 den mitteldeutschen Pokal aus, deren Sieger den zweiten Startplatz für Mitteldeutschland bei der deutschen Fußballmeisterschaft einnahm.

## Geschichte
Der Mitteldeutsche Pokal wurde erstmals in der Saison 1926/27 ausgespielt und bestand bis 1933. Der Pokal wurde von der Neuen Leipziger Zeitung gestiftet. Teilnahmeberechtigt waren alle Vereine des Verbandes. In der ersten Durchführung beteiligten sich 433 Mannschaften. Die Anzahl teilnehmender Vereine steigerte sich bis 1930 auf 788 Mannschaften, die am Wettbewerb teilnahmen. Die ersten Runden wurden in Gruppenspielen ausgetragen. Der mitteldeutsche Pokalsieger qualifizierte sich als zweiter Teilnehmer des VMBVs für die deutsche Fußballmeisterschaft.
Im Zuge der Gleichschaltung wurde der Verband Mitteldeutscher Ballspiel-Vereine wenige Monate nach der Machtübernahme der Nationalsozialisten im Jahre 1933 aufgelöst und dem Deutschen Reichsbund für Leibesübungen (Gau 5 Sachsen und Gau 6 Mitte) angeschlossen. Der Spielbetrieb wurde fortan vom Fachamt Fußball in verschiedenen Gauligen organisiert, einen regionalen Pokalwettbewerb gab es anfangs nicht. Mit dem Tschammerpokal 1935 wurde zwei Jahre später ein deutschlandweiter Pokalwettbewerb eingeführt.

## Pokalsieger
| Jahr | Mitteldeutscher Pokalsieger | Abschneiden deutsche Meisterschaft | Deutscher Meister  |
| ---- | --------------------------- | ---------------------------------- | ------------------ |
| 1927 | Chemnitzer BC               | Achtelfinale                       | 1. FC Nürnberg     |
| 1928 | Dresdner SC                 | Achtelfinale                       | Hamburger SV       |
| 1929 | SC Wacker Leipzig           | Achtelfinale                       | SpVgg Fürth        |
| 1930 | VfB Leipzig                 | Achtelfinale                       | Hertha BSC         |
| 1931 | SpVgg 1899 Leipzig-Lindenau | Achtelfinale                       | Hertha BSC         |
| 1932 | Plauener SuBC               | Achtelfinale                       | FC Bayern München  |
| 1933 | Dresdner SC A               | Achtelfinale                       | Fortuna Düsseldorf |

## 1930/1931
1. Vorrunde (19.10.1930)
- Sportlust Zittau : Preußen Biehla 3:0
- VfB Annaberg : SC Großröhrsdorf 2:1
- Naumburger SV 05 : Viktoria Lauter 6:1
- in Worbis : VfL Duderstadt : VfB Eisleben 4:3
- Wacker Nordhausen : Wacker Beruterode 3:1
- Germania Halberstadt : SV Wustrow 5:1
- VfL Bitterfeld : VfL Mars Quedlinburg 6:0
- Hertha Wittenberge : Preußen Greppin - Sieg Greppin
- Vorwärts Falkenberg : TuR Weißenfels - Sieg Weißenfels
- BSC Sangerhausen : Viktoria Stendal 4:3

2. Vorrunde (09.11.1930)
- SC 07 Planitz : VfB Annaberg 6:0
- VfL Duderstadt : Preußen Langensalza 0:5
- Schwarz-Weiß Erfurt : BSC Sangerhausen 1:2
- Wacker Bernburg : Germania Halberstadt 3:0
- SV Dessau 98 : Preußen Greppin 6:3
- Sturm Reichenbach : VfL Bitterfeld 0:4
- VfL Saalfeld : VfL Neustadt b. C. 1:2
- VfL Meiningen : SV Steinach 08 3:0
- SpVgg Schlotheim : 1.SV Jena 1:3
- 06 Zella-Mehlis : SC Stadtilm 2:1
- SV Kahla : Union Zella-Mehlis 5:1
- 1.FC Lauscha . Naumburger SV 05 6:3
- Wacker Gera : SpVgg Falkenstein 3:5
- TuR Weißenfels : BuSC Plauen 0:2
- VFC Plauen : Thüringen Weida 3:2
- Wacker Nordhausen : SC Erfurt 3:5
- (16.11.) SV Meerane 07 : Sportlust Zittau 2:1

3. Runde (30.11.1930)
- SuBC Plauen : SV Kahla 6:0
- VfL Neustadt b. C. : VfL Meiningen 2:0
- 1.SV Jena : 1.VFC Plauen 1:0
- SC Erfurt : 1.FC Lauscha 3:2
- Preußen Langensalza : SpVgg 06 Zella-Mehlis 9:4
- BSC Sangerhausen : SV 98 Dessau 0:5
- SV 07 Meerane : FC Wacker Bernburg 4:2
- SpVgg Falkenstein : SC 07 Planitz 5:4
- Freilos : VfL Bitterfeld

4. Runde (14.12.1930)
- Sportfreunde Halle : Preußen Langensalza 4:1
- Fortuna Magdeburg : SV Groß Kayna - abgesagt - WH 28.12. SV Groß Kayna : Fortuna Magdeburg 1:2
- SC Döbeln : Wacker Leipzig 1:6
- SV Dessau 98 : SC Erfurt 1:10
- SC Heidenau : TuB Leipzig 1:5
- SV Meerane 07 : Sportfreunde Leipzig 2:6
- SV Neumark : Cricket Viktoria Magdeburg 3:3 n. V. - WH 28.12. CV Magdeburg : SV Neumark 0:1
- SG Dresden 93 : Viktoria Leipzig 3:1
- SV Merseburg 99 : Wacker Chemnitz 5:2
- Sturm Chemnitz : 1.SV Jena 2:3
- SpVgg Leipzig : Ammendorf 1910 2:0
- SpVgg Falkenstein : Sportlust Dresden 9:2
- SuBC Plauen : Preußen Chemnitz 5:4
- VfL Bitterfeld : Preußen Magdeburg 2:1
- Freilos : VfL Neustadt b. C.

5. Runde (11.01.1931)
- Spfr. Leipzig : VfL Neustadt b. C. 4:3
- Wacker Leipzig : SpVgg Falkenstein 8:4
- SV Neumark : SuBC Plauen 4:3
- SC Erfurt : SV Merseburg 99 2:2 n. V. - WH 25.01. SV Merseburg : SC Erfurt 3:4
- Fortuna Magdeburg : SpVgg Leipzig 3:4 n. V.
- TuB Leipzig : VfL Bitterfeld 1:5
- SG 93 Dresden : Spfr. Halle 2:3
- Freilos : 1.SV Jena

6. Runde (08.02.1931)
- SC Erfurt : SV Neumark 6:4
- SpVgg Leipzig : 1.SV Jena 2:1 n. V.
- Spfr. Halle : Spfr. Leipzig 2:8
- VfL Bitterfeld : Wacker Leipzig 3:2

Vorschlussrunde (29.03.1931)
- Spfr. Leipzig : VfL Bitterfeld 3:2 n. V.
- SC Erfurt : SpVgg Leipzig 3:4

Schlußspiel (12.04.1931)
- SpVgg Leipzig : Spfr. Leipzig 3:1

(Quelle: Jenaische Zeitung vom 4. Oktober 1930, Seite 8 / vom 21. Oktober, Seite 9 / vom 31. Oktober, Seite 7 / vom 10. November, Seite 8 / vom 21. November, Seite 8 / vom 1. Dezember, Seite 7 / vom 5. Dezember, Seite 7 / vom 15. Dezember, Seite 7 / vom 19. Dezember, Seite 6 / vom 29. Dezember, Seite 8 / vom 2. Januar 1931, Seite 6 / vom 12. Januar, Seite 6 / vom 26. Januar, Seite 9 / vom 27. Januar, Seite 6 / vom 10. Februar, Seite 6 / vom 27. Februar, Seite 8 / vom 30. März, Seite 6 / vom 13. April, Seite 5)

## 1931/1932
Es wurde in 8 Gruppen a 32 Mannschaften gespielt (255 Mannschaften)
1. Vorrunde (18.10.1931) - 127 Spiele (95 sind bekannt)
- Planitzer SC : Plauener SpuBC 2:3
- Eintracht Leipzig : SC Apolda 4:1
- Wettin Wurzen : VfB Zwenkau 1:0
- Spfr. Leipzig : Fortuna Weißenfels 1:0
- Spfr. Markranstädt : Polizei SV Chemnitz 3:1
- Wacker Leipzig : Wacker Mühlburg 12:0
- SpVgg Leipzig : SpVgg Teuchern 7:2
- Fortuna Leipzig : Hohenleipisch 7:0
- Dresdensia Dresden : Brandenburg Dresden 3:2
- SV 06 Dresden : Bischofswerda 08 9:0
- Riesaer SV : SpVgg Ebersbach 4:3
- SV Meißen 08 : Rasensport Buchholz 1:0
- VfR Dresden : DSK Weipert 1:2
- Ring-Greiling Dresden : Jahnsbach 4:0
- SG 93 Dresden : Guts Muts Dresden 0:1
- Chemnitzer BC : Weißenfels 8:0
- Sturm Chemnitz : VfB Dresden 1:2
- National Chemnitz : Torgauer Spfr. 11:0
- SV Limbach : SC Grana 9:1
- SV Grüna : Preußen Chemnitz 2:6
- Spfr. Harthau : SC Pirna 4:1
- VfB Annaberg : BC Hartha 4:3
- TuB Werdau : SC Zwickau 4:3
- VfL Zwickau : Alemania Aue 3:0
- Polizei Zwickau : FC 02 Zwickau 4:2
- VfB Glauchau : Sturm Rebesgrün 5:0
- Crimmitschau 06 : Teutonia Netschkau 1:2
- Niederlungwitz : Gut Heil Lengenfeld 2:1
- VfB Plauen : VfL Lichtenstein 1:0
- VfR Plauen : SV Meerane 07 3:4
- Konkordia Plauen : Merkur Oelsnitz 0:4
- Markneukirchen : Aue-Zelle 2:3
- Zwönitz : 1.VFC Plauen 1:2
- Waldhaus-Lauter : Grünbach 2:1
- Sturm Beierfeld : Viktoria Lauter 3:1
- FC Reichenbach : SpVgg Falkenstein 1:2
- Wacker Halle : SpVgg Helbra 1:0
- SV Halle 98 : Preußen Nordhausen 6:0
- Favorit Halle : BC Sangerhausen 3:2
- VfL Halle 96 : VfB Oberweimar 5:1
- Schwarz-Gelb Weißenfels : Mawe Leipzig 3:1
- SC Weißenfels : Hartenfels Torgau 6:5
- BC Naumburg : TuB Leipzig 3:2
- VfB Herzberg : VfB Leipzig 0:3
- VfB Oberröblingen : Olympia-Germania Leipzig 5:0
- VfB Sangerhausen : VfL Merseburg 2:5
- SV Cöthen 09 : Singer TSV Wittenberg 3:0
- Viktoria Güsten : SV Dessau 98 1:0
- Wacker Bernburg : Favorit Magdeburg 3:1
- SuS Magdeburg : SV Cöthen 02 0:5
- SpVgg Thale : SC Magdeburg 1900 6:1
- Ammendorf 1910 : Spfr. Halle 2:5
- Wittenberg 07 : VfB Schkeuditz 5:1
- Mars Quedlinburg : Borussia Halle 2:5
- Fortuna Magdeburg : Preußen Magdeburg 5:1
- Cricket-Viktoria Magdeburg : Germania Halberstadt 2:1
- SpVgg Erfurt : VfL Duderstadt 5:3
- VfB 30 Erfurt : SC 1911 Heiligenstadt 6:1
- Sportring Erfurt : VfR Dingelstedt 2:1
- Reichsbahn SV Erfurt : VfB Sömmerda 2:0
- SV 09 Arnstadt : SV 01 Gotha 2:3
- SC Stadtilm : Borussia Eisenach 2:0
- VfB Apolda : Vimaria Weimar 3:1
- Richthofen Weimar : 1.SV Jena 4:2
- VfL Saalfeld : VfB Jena 4:3
- VfB Rudolstadt : SpVgg Eisleben 4:0
- SV Kahla : SC Weimar 5:1
- Wacker Nordhausen : Merkur Volkstedt - Sieg Nordhausen
- SV Klostermannsfeld : SV Mansfeld-Leimbach - Sieg Klostermannsfeld
- VfB Eisleben : VfB Großwerther ?
- Konkordia Beuren : BC 07 Arnstadt 3:2
- FC Brochthausen : Nordstern Mühlhausen 6:3
- FC Diedorf : Germania Ilmenau 1:2
- SV 99 Mühlhausen : SC Hochheim 7:1
- Arminia Fuhrbach : Wacker Gotha 3:2
- Viktoria Kirchworbis : SC Erfurt 1:13
- Preußen Langensalza : VfB Mühlhausen 3:1
- BC 08 Ruhla : SV Schlotheim - kampflos für Schlotheim
- TSG Gispersleben : SpVgg Eisenach 3:2
- SC Effelder : SpVgg Walldorf 4:0
- SpVgg Neustadt/O. : FC Thüringen Weida 3:1
- Union Zella-Mehlis : SV 08 Steinach 1:2
- VfB Pößneck : 1.FC Lauscha 0:2
- Gelbrot Meiningen : VfB Ronneburg 2:0
- Wacker Gera : SpVgg Mönchröden 6:0
- SC 04 Sonneberg : VfB Coburg 1:2
- SpVgg Neuhaus-Igelshieb : Phönix Pößneck 4:2
- SpVgg 06 Gera : SpVgg 06 Zella-Mehlis 2:1
- SC Wasungen : SV Schmölln 5:3
- SpVgg Breitungen : TuB Steinbach-Hallenberg 5:1
- VfL Neustadt b. C. : 1.FC Köppelsdorf 5:1
- Viktoria Coburg : SC Oberlind 2:3
- SV Schmalkalden : FC Barchfeld 5:4
- Wacker Bad Salzungen : Konkordia Gera 6:3
- VfL Meiningen : SC Rubitz 3:2 n. V.

2. Vorrunde (15.11.1931)
Von 64 Spielen sind 52 bekannt.
- Ring-Greiling Dresden : SV 06 Dresden 5:1
- Dresdensia Dresden : Riesaer SV 3:1
- SpVgg Dresden : DSK Weipert 9:3
- VfB Leipzig : National Chemnitz 6:1
- Fortuna Leipzig : SC Weißenfels 3:1
- Spfr. Leipzig : BC Naumburg 4:0
- Eintracht Leipzig : VfB Oberröblingen 8:0
- Wettin Wurzen : Favorit Halle 3:2
- Preußen Chemnitz : Guts Muts Dresden 4:1
- Spfr. Harthau : VfR Auerhammer 1:5
- SV Limbach : Spfr. Markranstädt 2:1
- Polizei Zwickau : VfL Zwickau 4:2
- Niederlungwitz : Merkur Oelsnitz 5:1
- Sturm Beierfeld : VfB Glauchau 2:2 n. V. - WH für Glauchau
- VfB Aue-Zelle : TuB Werdau 4:3
- SpuSC Plauen : SV 07 Meerane 2:1
- SpVgg Falkenstein : 1.VFC Plauen 3:1
- VfB Annaberg : SV Meißen 08 0:9
- VfL Merseburg : VfL 96 Halle 1:4
- Naumburger SV 05 : Chemnitzer BC 30 3:2 n. V.
- Spfr. Halle : Quedlinburg 04 9:2
- Borussia Halle : SV Merseburg 99 1:3
- VfL Gardelegen : Dessauer SV 05 3:2
- Germania Köthen : Viktoria 96 Magdeburg 1:4
- Bernburg 07 : Fortuna Magdeburg 1:7
- Halberstadt 1910 : VfR Piesteritz 1:2
- SV Aschersleben : SpVgg Thale 4:3
- Schönebeck 09 : Wacker Bernburg 4:3
- SV Calbe : Viktoria Wittenberg 6:2
- SpVgg Erfurt : VfB 30 Erfurt 0:2
- Reichsbahn SV Erfurt : TSG Gispersleben - Sieg Erfurt
- Germania Ilmenau : SV 99 Mühlhausen 1:2 n. V.
- Arminia Fuhrbach : Preußen Langensalza 2:5
- SV Breitungen : SV 04 Schmalkalden - kampflos für Breitungen
- VfB Coburg : SC Wasungen 8:1
- SV 08 Steinach : SpVgg 04 Gera 0:1
- SC Effelder : SC Oberlind 3:2 n. V.
- VfL Meiningen : SV Neuhaus-Igelshieb 1:4
- Wacker Salzungen : VfL Neustadt b. C. 0:2
- Wacker Gera : 1.FC Lauscha 2:3
- SpVgg 1914 Neustadt/O. : Gelb-Rot Meiningen 0:2
- SV Kahla : Spfr. Klostermannsfeld 1:0
- VfL Saalfeld : Wacker Halle 3:4 n. V.
- Richthofen Weimar : VfB Rudolstadt 1:4
- Wacker Nordhausen : VfB Apolda 2:3 n. V.
- SV Schlotheim : Sportring Erfurt 2:0
- FC 1920 Brochthausen : Konkordia Beuren 5:3
- Wacker Benterode : SV 01 Gotha 1:10
- Schwarz-Gelb Weißenfels : Teutonia Chemnitz 4:2
- SC Stadtilm : SC Erfurt 3:1
- VfL Bitterfeld : Germania Wernigerode 4:0

Zwischenrunde (13.12.1931)
- Eintracht Leipzig : VfB Rudolstadt 1:0
- Fortuna Leipzig : VfB Leipzig 0:3
- Wacker Leipzig : Spfr. Leipzig 1:2
- Wettin Wurzen : VfL 96 Halle 2:3
- VfB Dresden : Dresdensia Dresden 2:0
- SpVgg Dresden : VfR Auerhammer 0:1
- Ring-Greiling Dresden : Preußen Chemnitz 6:3
- Großröhrsdorf : SV Meißen 08 4:1
- SV Limbach : Schwarz-Gelb Weißenfels 8:2
- SpVgg Falkenstein : SPuBC Plauen 2:5
- Waldhaus Lauter : VfB Glauchau 2:3
- Polizei SV Zwickau : VfB Plauen 1:4
- Niederlungwitz : Aue-Zelle 1:2
- Köthen 09 : Hertha Wittenberg 5:4
- Zacherndorf : VfR Piesteritz 2:3
- Spfr. Halle : VfL Bitterfeld 2:0
- SV Aschersleben : SV Calbe 2:7
- Preußen Biehla : Naumburger SV 05 2:1
- Viktoria 96 Magdeburg : Viktoria Zerbst 1:4
- VfB Schönebeck : VfL Gardelegen 6:4
- Reichsbahn SV Erfurt : Preußen Langensalza 0:5
- VfB 30 Erfurt : SV Gotha 01 3:4
- VfB Apolda : Wacker Halle 2:3
- FC Brochthausen 1920 : SC Stadtilm 4:2
- SV 99 Mühlhausen : SV Schlotheim 4:0
- VfL Neustadt b. C. : SpVgg 04 Gera 4:0
- Gelb-Rot Meiningen : SC Effelder 4:0
- SV Kahla : SV Halle 98 2:3
- SV Breitungen : VfB Coburg 0:11
- 1.FC Lauscha : SV Neuhaus-Igelshieb 3:1
- (Jan.32) SV 99 Merseburg : Cricket-Viktoria Magdeburg - Sieg Merseburg

1. Hauptrunde (24.01.1932)
- VfL Neustadt b. C. : SV 98 Halle 6:0
- Preußen Langensalza : Gelb-Rot Meiningen 2:1
- SV 99 Mühlhausen : Fortuna Magdeburg 3:4
- FC Brochthausen : 1.FC Lauscha 2:9
- VfB Leipzig : SV 01 Gotha 6:0
- Spfr. Halle : VfB Coburg 3:1
- SC 09 Cöthen : Ring-Greiling Dresden 0:2
- SuBC Plauen : VfR Piesteritz 1:0
- SV Calbe : VfB Schönebeck 1:2
- Spfr. Leipzig : Wacker Halle 1:2
- Eintracht Leipzig : VfB Plauen 3:2
- VfB Glauchau : VfR Auerhammer 2:0
- Preußen Biehla : VfB Dresden 3:2
- VfB Aue-Zelle : VfL 96 Halle 0:2
- SC Limbach : Viktoria Zerbst 4:1
- SV 99 Merseburg : SC Großröhrsdorf 2:3

2. Hauptrunde (21.02.1932)
- VfB Leipzig : Fortuna Magdeburg 3:2 n. V.
- VfL Neustadt b. Co. : Eintracht Leipzig 1:0
- Spfr. Halle : Preußen Langensalza 3:2
- SPuBC Plauen : 1.FC Lauscha 4:3
- VfL Halle 96 : Ring-Greiling Dresden 3:5
- SC Limbach : Preußen Biehla 10:0
- (28.02.) Wacker Halle : VfB Glauchau 7:1
- (06.03.) VfB Schönebeck : SC Großröhrsdorf 4:3

3. Hauptrunde (20.03.1932)
- VfL Neustadt b. C. : Spfr. Halle 3:2
- SpuBC Plauen : SC Limbach 2:1
- VfB Schönebeck : VfB Leipzig 2:1 n. V.
- (27.03.) Ring-Greiling Dresden : Wacker Halle 0:0 n. V. - WH (03.04.) Halle : Dresden 2:0

Vorschlußrunde (03.04.1932)
- VfB Schönebeck : VfL Neustadt b. C. 4:2
- (24.04.) SpuBC Plauen : Wacker Halle 4:0

Schlußspiel (01.05.1932) in Magdeburg
- VfB Schönebeck : SpuBC Plauen 1:2 n. V.

(Quelle : Jenaische Zeitung vom 02. Oktober, Seite 7 und vom Fußball Nr. 42, Seite 2 und 12 / Jenaische Zeitung vom 19. Oktober, Seite 6 / vom Jenaische Zeitung vom 26. Oktober, Seite 6 / Jenaische Zeitung vom 16.November, Seite 6 und Fußball Nr. 46, Seite 2 / Jenaische Zeitung vom 14. Dezember, Seite 7 und Fußball Nr. 50, Seite 2 / Jenaische Zeitung vom 22. Dezember, Seite 7 / Kicker Nr. 5, Seite 171 / Kicker Nr. 9, Seite 333 / Kicker Nr. 13, Seite / Nr. 15 . Seite 569 / Kicker Nr. 18, Seite 695 / Kicker Nr. 19, Seite 741+742)